# American Horror Story: Delicate
La dotzena temporada de la sèrie d'antologia de terror nord-americana American Horror Story, subtitulada Delicate, està basada en el llibre Delicate Condition de Danielle Valentine. Creada per Ryan Murphy i Brad Falchuk per a lac adena de cable FX i produïda per 20th Century Fox Television. Entre els actors trobem els habituals de la sèrie Emma Roberts, Billie Lourd, Denis O'Hare i Leslie Grossman i com a nouvinguts Matt Czuchry, Kim Kardashian, Annabelle Dexter-Jones, Michaela Jaé Rodriguez, Cara Delevingne, Julie White i Maaz Ali que protagonitzen la temporada, Odessa A'zion, Debra Monk, Dominic Burgess i Zachary Quinto també apareixen en papers recurrents.
La temporada es va estrenar el 20 de setembre de 2023 i es dvidí en dues parts.

## Elenc i personatges

### Principals
- Emma Roberts com Anna Victoria Alcott
- Matt Czuchry com Dexter "Dex" Harding
- Kim Kardashian com Siobhan Corbyn
- Annabelle Dexter-Jones com Sonia Shawcross / Adeline Harding
- Michaela Jaé Rodriguez com Nicolette
- Denis O'Hare com el Dr. Andrew Hill
- Cara Delevingne com Ivy Ehrenreich
- Julie White com a Sra. Io Preecher
- Maaz Ali com Kamal

### Recurrents
- Debra Monk com Virginia Harding
- Dominic Burgess com Hamish Moss
- Juliana Canfield com a Talia Baldwin
- Tavi Gevinson com a Cora
- Taylor Richardson com Babette Eno

### Convidats
- Andy Cohen com ell mateix
- Zo Tipp com Theo
- Zachary Quinto com ell mateix
- Ashlie Atkinson com a Superfan d'Anna
- Erin Murray com la reina Isabel I
- Sophie von Haselberg com la reina Maria I
- Billie Lourd com Ashley
- Leslie Grossman com Ashleigh
- Taylor Schilling com ella mateixa

## Episodis
| Núm. en serie | Núm. en temp | Títol                   | Dirigit per     | Escrit per     | Data d'emissió original | Prod.codi | Espectadors (milions) |
| Part 1 |              |                         |                 |                |                         |           |                       |
| 124 | 1            | «Multiply Thy Pain»     | Jessica Yu      | Halley Feiffer | 20 de setembre de 2023  | CATS01    | 0,45                  |
| L'Anna es troba convalescent d'una fecundació d'oòcits transvaginals que es va reprogramar sobtadament ja que ella i Dex,han tingut dificultats per intentar concebre un nen mitjançant FIV tradicional. Tanmateix, mentre viatja a la cita, l'Anna veu una dona misteriosa que creu que l'està empaitantnt. A la sala d'operacions, l'Anna és besada per Io Preecher, una dona que va conèixer mentre esperava que la truquessin per a la cita.L' Anna es reuneix més tard amb el seu agent de relacions públiques Siobhan Corbyn, que li va reservar un lloc a Watch What Happens Live amb Andy Cohen, amb l'esperança que sigui un premi de l'Acadèmia .nominat. A l'estrena de la galeria d'art de Dex, l'Anna parla amb la Talia, la companya de Dex que esmenta la seva dona anterior, Adeline, una xef que va morir en un incendi i regala l'antic pintallavis. Més tard, Anna es desperta i es troba coberta amb el pintallavis i troba un missatge que diu "No ho facis Anna" al mirall del seu bany. |              |                         |                 |                |                         |           |                       |
| 125 | 2            | «Rockabye»              | Jennifer Lynch  | Halley Feiffer | 27 de setembre de 2023  | CATS02    | 0,32                  |
| Les imatges de seguretat mostren que no es va entrar a casa de l'Anna, excepte en Dex, la qual cosa va fer que un detectiu de policia suggerís que és amnèsica com a efecte secundari dels seus medicaments per a l'embaràs. Més tard, Anna fa una prova d'embaràs sota el suggeriment de Dex i s'assabenta que està embarassada. Posteriorment, el seu especialista en fertilitat li aconsella que eviti l'estrès. L'Anna s'assabenta per Siobhan que té un premi Gothamnominació. A la cerimònia de lliurament del premi, l'Anna es troba en desacord amb Babette Eno, una altra actriu nominada a la mateixa categoria. Al bany, inadvertidament, s'esborra la pell, intenta ocultar el seu granet i fereix un ventilador. Més tard, quan pronuncia un discurs per guanyar el premi, l'Anna veu el fan, Preecher i Dex besant la seva companya, la Sonia, entre la multitud abans de vomitar i desmaiar-se. Un temps després, Dex i Anna es queden a casa de la Talia, on l'Anna sent sorolls inexplicables a la nit. L'endemà, l'Anna experimenta un dolor cada cop més intens i un sagnat abundant. A la clínica de fertilitat, una dona anomenada Ivy li fa una ecografia que s'assembla al seu assetjador. Més tard s'assabenta que va patir un avortament involuntari però que Ivy no estava registrada als registres de l'hospital. |              |                         |                 |                |                         |           |                       |
| 126 | 3            | «When The Bough Breaks» | Jennifer Lynch  | Halley Feiffer | 4 d'octubre de 2023     | CATS03    | 0,37                  |
| Dex anima l'Anna a denunciar l'Ivy a la policia, però ella creu que la seva història serà descartada. L'Anna diu que teoritza que hi ha una conspiració per evitar que concebi, però Dex l'acomiada. Al bosc prop de casa de la Talia, l'Anna troba en Preecher i l'informa a Dex, però no troben rastre quan la busquen. A la platja, l'Anna descobreix una nina amb ungles a l'estómac que va signar mentre dues figures la miren des de lluny. Més tard, sent que el nadó es mou a l'úter, però el doctor Hill ho descarta com a dolor per un avortament involuntari. Al soterrani de la Talia, l'Anna descobreix una caixa marcada amb "Coses del nadó de Talia" abans que dues figures l'acostin i la sedin. Dex i el seu guardaespatlles Kamal la descobreixen abans d'assabentar-se que no va patir un avortament. En una farmàcia, l'Anna s'adona d'una figura que la persegueix, però el dependent no ho fa. Anant a casa. |              |                         |                 |                |                         |           |                       |
| 127 | 4            | «Vanishing Twin»        | John J. Gray    | Halley Feiffer | 11 d'octubre de 2023    | CATS04    | 0,36                  |
| L'any 1555, després d'haver fet un tracte amb Satanàs per garantir la prosperitat, Maria I dona a llum un nen demoníac. El 2023, l'Anna col·loca un os rentador mort al bressol de Talia i el tracta com el seu fill. Més tard, Siobhan contracta a les dames de Mary, les "Ashleys", per revisar la imatge pública d'Anna, de manera que filma un rodet d'Instagram sobre el seu embaràs per a ells que es fa viral. A la clínica, se li diagnostiquen la síndrome del bessó que desapareix per a ella i el desconcert de Dex. L'Anna també es torna a trobar amb l'Ivy encara que Dex no la troba. La mare de Dex els visita i explica que està demandant el seu pare per abusos rituals satànics. L'Anna rep una misteriosa targeta que diu "no pots confiar en cap d'ells" i s'afartalla abans de desmaiar-se. Més tard descobreix que ha estat nominada als Premis Globus d'Or i devora el os rentador que abans guardava a la mossa. Es revela que Siobhan està en una aventura amb Hamish, el director de la pel·lícula d'Anna, The Auteur, i implica que va ser un èxit perquè va fer un pacte satànic. |              |                         |                 |                |                         |           |                       |
| 128 | 5            | «Preech»                | John J. Gray    | Halley Feiffer | 18 d'octubre de 2023    | CATS05    | 0,24                  |
| El 1987, Preecher dona a llum un nen demoníac a causa d'un pacte satànic que va fer mentre assisteix el Dr. Hill. Preecher intenta trencar el pacte però ell li impedeix fer-ho. El 2023, la mare de Dex li demana sense èxit que testifique contra el seu pare. L'Anna descobreix que Siobhan ara representa a Babette, per a la seva molestia. Coneix Preecher que explica la seva història: el 1987, va assistir a l'Institut de Tecnologia de la Moda i va ser explorada per Karl Lagerfeld i Yves Saint Laurent. Embarassada després d'una aventura d'una nit, va intentar avortar-se, però es va aturar després que una dona li prometés concedir els seus desitjos més profunds si complia amb les seves demandes. En el present, Preecher adverteix a la mare de Dex que ella, Dex i Anna estan en perill pel culte satànic en què es trobava l'Adeline abans de desertar després d'enamorar-se de Dex. L'Anna descobreix que la Dex no es creu la seva història sobre Ivy. Mentre mira la cerimònia del Globus d'Or, l'Anna s'assabenta que ha perdut davant Babette i vomita tacs. Siobhan la truca i li pregunta si vol un premi de l'Acadèmia. Anna accepta i una misteriosa figura l'agafa. Es desperta l'endemà al matí i descobreix que Babette va ser decapitada en un accident de cotxe.                                    |              |                         |                 |                |                         |           |                       |
| Part 2 |              |                         |                 |                |                         |           |                       |
| 129 | 6            | «Opening Night»         | Bradley Buecker | Halley Feiffer | 3 d'abril de 2024       | CATS06    | 0,24                  |
| El 1988, la mare d'Anna, Margaret Alcott, mor d'una embòlia pulmonar evitable. A l'hospital, Nicolette entra i sosté la infanta Anna, revelant la seva immortalitat i la seva participació en el coven. L'any 2024, Siobhan revela que la mort de Babette fa d'Anna la favorita de l'Oscar, i li dona el lloc principal del discurs al seu funeral per a una bona premsa. Després que Hamish amenaça amb exposar els secrets de Siobhan, ella l'assassina i escenifica la seva mort com un suïcidi. Quan l'Anna comença a reconstruir el que li està passant, la Nicolette segueix travessant els límits, posant l'Anna al límit. L'Anna i la Dex es reconcilien amb la seva baralla, i Dex parla amb el seu pare sobre la demanda de Virginia. A la nit d'obertura de la seva galeria d'art de Dex i Sonia, el coven s'uneix i revela a l'Anna que estan treballant junts en una seqüència retorçada i borrosa. L'Anna decideix que vol deixar la indústria de l'entreteniment, però Siobhan la convenç de quedar-se. Al final de la nit, Dex va a casa de la seva mare per esbrinar per què es va saltar la galeria, i la troba morta a la banyera amb els canells tallats i un missatge dibuixat amb pintallavis que diu "He intentat advertir-te" al mirall.                                                                             |              |                         |                 |                |                         |           |                       |
| 130 | 7            | «Ave Hestia»            | Jennifer Lynch  | Halley Feiffer | 10 d'abril de 2024      | CATS07    | 0,31                  |
| A Europa occidental l'any 42 dC, Ivy dona a llum a les bessones Sonia i Adeline en un graner. Tots moren, però una bruixa misteriosa els torna a la vida. El 2013, l'Adeline ha abandonat el culte a causa de la seva naturalesa malvada i els abusos d'Ivy. Es casa amb Dex i obre un restaurant anomenat Hestia. Un vespre, la Sonia li avisa que lamentarà haver abandonat el culte, marcant-la per un embaràs no desitjat. El culte comença a perseguir-la, ja que la seva millor amiga Talia ven la seva empresa i ofereix finançar una galeria d'art per a Dex després que el seu pare li talli les finances. Dex s'assabenta que l'Adeline està embarassada i va a dir-ho als seus pares, però es troba que el seu pare ofereix la sang de Virgínia al culte. Dexter Sr. revela que la seva veritable mare és la bruixa amb la qual l'enganxen fornicant i li ha esborrat la memòria. Adeline s'enfronta al culte i Talia es revela com a membre. Els membres la van obrir i van estendre la seva sang fetal a la seva pell per a la immortalitat i la bellesa eterna. Planejant crear Dex amb una nova dona que donarà a llum el "producte més pur", encenen l'Adeline al foc i escenifiquen la seva mort com un foc de cuina. |              |                         |                 |                |                         |           |                       |
| 131 | 8            | «Little Gold Man»       | Jennifer Lynch  | Halley Feiffer | 17 d'abril de 2024      | CATS08    | 0,16                  |
| El 1967, Frank Sinatra amenaça amb divorciar-se de Mia Farrow si no deixa de treballar en la pel·lícula, Rosemary's Baby. Després d'al·lucinar donant a llum un nadó dimoni, Farrow és rebuda per Siobhan al seu vestidor. El 2024, l'Anna, ara nominada a l'Oscar, i Dex assisteixen al funeral de Virginia que Preecher s'estavella. Ella diu que Virginia va ser assassinada el renya per no escoltar l'Anna abans de ser retirada per la seguretat. L'Anna segueix a Preecher a l'hospital i es queda amb ella a la nit, però l'endemà la troba fora. Més tard descobreix que Dex l'ha estat enganyant amb la Cora i l'expulsa després d'una baralla. A la cerimònia de lliurament dels Oscars, Siobhan li pregunta a l'Anna si vol un Oscar al qual li diu que sí. Immediatament després, l'Anna guanya un Oscar i va a fer un discurs. No obstant això, plagada per les al·lucinacions de la seva mare, no arriba a lliurar-la i se li trenca l'aigua. |              |                         |                 |                |                         |           |                       |
| 132 | 9            | «The Auteur»            | John J. Gray    | Halley Feiffer | 24 d'abril de 2024      | CATS09    | 0,23                  |
| En flashbacks, Siobhan coneix l'Anna per primera vegada i obliga el Dr. Hill a treballar per ella. El 2024, Dex i Kamal s'uneixen a Anna a l'ambulància, que Ivy condueix a una instal·lació subterrània. Quan l'Anna entra en part, Ivy dispara a Kamal i el nadó mossega la mà a Dex; L'Ivy la fa baixar per la gola de Dex, matant-lo. Després que l'Anna doni a llum un nen demoníac, Ivy li diu que el seu nadó va ser el preu del seu Oscar. Més tard, Anna es desperta paralitzada de cintura per avall, on és rebuda pel culte, els Delicats. Siobhan es revela com la líder i ofereix a Anna bellesa i poder. Quan el pare de la Dex entra, la Siobhan explica que és la mare de la Dex i que el fetus de l'Anna va ser substituït pel seu. Siobhan mata a Ivy per matar a Dex i explica que l'objectiu final del culte és utilitzar l'esperma conservat de Dex per criar nens amb superpoders que mataran a tots els homes. Després que l'Anna accepti unir-se, apareix l'Adeline i li diu a l'Anna que només la llum pot apagar la foscor. L'Anna s'uneix a l'Adeline per cantar, fent que Siobhan es desintegri. L'Anna, que ja no està paralitzada, es posa el tocat de la Siobhan i troba el seu nadó, ara humà, i el seu Oscar a l'habitació del costat.                                                                      |              |                         |                 |                |                         |           |                       |

## Producció

### Desenvolupament
El 9 de gener de 2020, American Horror Story es va renovar fins a una tretzena temporada. El 10 d'abril de 2023, el co-creador de la sèrie Ryan Murphy va confirmar que la temporada tindria a Halley Feiffer com a showrunner i que es basaria en el proper llibre de Danielle Valentine Delicate Condition , convertint-se en la primera temporada de la història de la sèrie per no tenir Murphy com a showrunner i recolzar-se en el material original . Murphy també va anunciar que la temporada es titularia Delicate.

### Casting
L'alumne Resident Matt Czuchry es va unir al repartiment de la dotzena temporada el 6 d'abril de 2023. El 10 d'abril de 2023, Murphy va anunciar que la temporada seria dirigida per Kim Kardashian i la veterana de la sèrie Emma Roberts. Murphy va descriure la temporada com "ambiciosa i diferent a qualsevol cosa que hagi fet mai [la sèrie]" i el personatge de Kardashian com "divertit, elegant i, finalment, terrorífic". La participació de Kardashian a la sèrie és la seva primera a la televisió amb guió i la van planificar ella i Murphy des del 2022, després que Murphy quedés impressionada pel seu treball com a presentadora en un episodi de Saturday Night Live de l'octubre del 2021.
El 24 d'abril, Cara Delevingne va ser vista filmant escenes de la temporada amb Roberts. La mateixa setmana, Annabelle Dexter-Jones i Michaela Jaé Rodriguez es van unir al repartiment en funcions no revelades.

### Filmació
L'1 de maig, durant la Gala del Met, Kardashian va dir a Variety que la producció de la temporada havia començat i les seves escenes es filmaran més tard aquell mes. El 4 de maig, el tercer dia de la vaga del Writers Guild of America de 2023 a la ciutat de Nova York, es rumorejava que la producció s'havia aturat. Tanmateix, Deadline Hollywood va informar que el rodatge de la dotzena temporada no es va aturar i els membres del repartiment estaven utilitzant una entrada posterior de l'estudi per evitar la línia de piquets. El 10 de maig de 2023, es va anunciar que la producció de la temporada s'havia aturat a causa de la vaga. El rodatge es va suspendre oficialment al juliol a causa de la vaga SAG-AFTRA de 2023.

## Alliberament

### Màrqueting
El 20 de juliol es va publicar el primer tràiler teaser de la temporada. Descrit com a "sinistre" per la premsa, presenta dones de cabell blanc en cercle i imatges de maternitat, incloses Kardashian sostenint un nadó; Kardashian, Roberts i Delevingne són els únics actors que apareixen, amb tots ells amb pintallavis vermell brillant. El teaser inclou una versió modificada de la cançó infantil anglesa "Rock-a-bye Baby". Després de veure el teaser, Kyle Denis de Billboard va assenyalar Rosemary's Baby (1968) com una possible inspiració per a la temporada.

### Transmissió
El 15 d'agost, FX va anunciar que la temporada es dividiria en dues parts, i que la primera part s'estrenaria el 20 de setembre de 2023.